# Jim Cutlass
Jim Cutlass (tytuł oryginału: Une Aventure de Jim Cutlass) – francuska seria komiksowa stworzona przez Jeana-Michela Charliera (scenariusz) i Jeana Girauda (rysunki), której pierwszy tom ukazał się w 1979 nakładem wydawnictwa Les Humanoïdes Associés. Od drugiego tomu, opublikowanego w 1991, serię tworzyli Giraud (scenariusz) i Christian Rossi (rysunki) dla wydawnictwa Casterman. Ostatni tom ukazał się w 1999. Po polsku Jima Cutlassa wydało wydawnictwo Egmont Polska w dwóch tomach zbiorczych w 2020.

## Fabuła
Akcja rozgrywa się w Stanach Zjednoczonych krótko po wojnie secesyjnej i utrzymana jest w konwencji westernu. Jim Cutlass, były oficer z północy kraju, dziedziczy plantację bawełny w Luizjanie. Razem ze swoją kuzynką Carolyn Grayson stara się podnieść majątek z ruiny. Powojenne niepokoje nie sprzyjają jednak planom Jima i Carolyn: na ich drodze stają rasiści z Ku Klux Klanu, lokalne skorumpowane władze i bezrobotni maruderzy. 

## Tomy
| Tom | Tytuł i rok wydania polskiego    | Tytuł i rok wydania oryginalnego      | Uwagi                                                                            |
| --- | -------------------------------- | ------------------------------------- | -------------------------------------------------------------------------------- |
| 1   | Mississippi River (2020)         | Mississippi River (1979)              | Po polsku tomy te ukazały się w 2020 w wydaniu zbiorczym pt. Jim Cutlass. Tom 1. |
| 2   | Człowiek z Nowego Orleanu (2020) | L'Homme de La Nouvelle-Orléans (1991) | Po polsku tomy te ukazały się w 2020 w wydaniu zbiorczym pt. Jim Cutlass. Tom 1. |
| 3   | Biały aligator (2020)            | L'alligator blanc (1993)              | Po polsku tomy te ukazały się w 2020 w wydaniu zbiorczym pt. Jim Cutlass. Tom 1. |
| 4   | Piorun na Południu (2020)        | Tonnerre au Sud (1995)                | Po polsku tomy te ukazały się w 2020 w wydaniu zbiorczym pt. Jim Cutlass. Tom 2. |
| 5   | Aż po szyję (2020)               | Jusqu'au cou! (1997)                  | Po polsku tomy te ukazały się w 2020 w wydaniu zbiorczym pt. Jim Cutlass. Tom 2. |
| 6   | Kolty, duchy i zombi (2020)      | Colts, Fantômes et Zombies (1998)     | Po polsku tomy te ukazały się w 2020 w wydaniu zbiorczym pt. Jim Cutlass. Tom 2. |
| 7   | Czarna noc (2020)                | Nuit noire (1999)                     | Po polsku tomy te ukazały się w 2020 w wydaniu zbiorczym pt. Jim Cutlass. Tom 2. |